# Fagraea involucrata
Fagraea involucrata är en gentianaväxtart som beskrevs av Elmer Drew Merrill. Fagraea involucrata ingår i släktet Fagraea och familjen gentianaväxter. Inga underarter finns listade i Catalogue of Life.